# اچ‌ام‌تی دونرا
اچ‌ام‌تی دونرا (به انگلیسی: HMT Dunera) یک کشتی بود که طول آن ۵۱۶ فوت ۱۰ اینچ (۱۵۷٫۵۳ متر) بود. این کشتی در سال ۱۹۳۷ ساخته شد.